# 张健 (扬州作家)
张健（1952年10月—），江苏邗江人，中华人民共和国作家。中国作家协会第六届全委会委员、第七届主席团委员。第十届全国人大代表、第十一届全国政协常务委员。

## 生平
毕业于四川大学哲学系和中共中央党校省部级研究生班。1969年1月参加工作，1969年1月至11月，为河南省牟县、通许县知青。1969年11月参加中国人民解放军，1969年11月至1975年4月，历任西藏自治区米林县陆军第十一师警卫连通信员、警卫员、班长。其间，1972年11月加入中国共产党。1975年5月至1981年6月，历任西藏自治区革命委员会政工组、中共西藏自治区党委宣传部干事。其间，1975年9月至1978年8月在四川大学哲学系学习。
1981年6月至1984年4月，任贵州省人事局干部、局长助理。1984年4月至1987年12月，任贵州省贵阳市南明区代区长、区长、区委副书记。1988年1月至1994年7月，任中共贵州省贵阳市委常委、宣传部部长。其间，1990年9月至1991年7月，在中共中央党校中青班学习。1994年7月至1996年12月，任中共贵州省贵阳市委副书记、宣传部部长。他还兼任贵阳市社科联主席。1996年12月，任中共贵州省委常委、宣传部部长。他还兼任贵州省社科联主席。
2004年加入中国作家协会。后来出任中共中国作家协会党组副书记、书记处书记、鲁迅文学院院长。他还担任四川大学文学院兼职教授。2012年4月10日至11日，中国作协八届二次全委会在北京召开，会议增补张健为中国作家协会副主席。
2013年3月，当选为第十二届全国人大常委会委员。

## 著作
张健撰写各方面论文多篇。主编的专著及文集有《十年改革纵横谈》、《社会主义市场经济简论》、《热点透视》、《对外开放知识讲座》、《雷锋精神永放光芒》、《“三个代表”重要思想学习文集》等等。

## 外部連結
| 中国共产党职务 | 中国共产党职务                                          | 中国共产党职务 |
| -------------- | ------------------------------------------------------- | -------------- |
| 前任： 黄 瑶   | 中国共产党贵州省委员会宣传部部长 1996年12月－2004年12月 | 繼任： 李 军   |